# Nebria metallica
Nebria metallica är en skalbaggsart som beskrevs av Fischer. Nebria metallica ingår i släktet Nebria och familjen jordlöpare. Inga underarter finns listade i Catalogue of Life.

## Bildgalleri

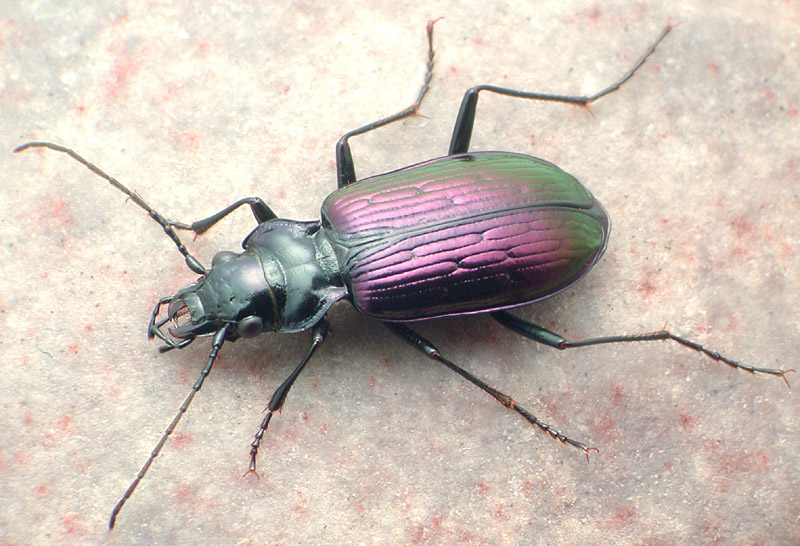